# Geothlypis rostrata
La golagialla delle Bahamas (Geothlypis rostrata H. Bryant, 1867) è un uccello della famiglia dei Parulidi originario delle isole omonime.

## Tassonomia
Assieme alla golagialla comune (Geothlypis trichas), alla golagialla di Belding (Geothlypis beldingi) e alla golagialla di Altamira (Geothlypis flavovelata), la golagialla delle Bahamas forma una superspecie.
Se ne riconoscono quattro sottospecie:
- G. r. exigua Ridgway, 1902 - Andros (Bahamas centro-occidentali);
- G. r. tanneri Ridgway, 1886 - Grand Bahama e isole Abaco (Bahamas settentrionali);
- G. r. rostrata H. Bryant, 1867 - New Providence (Bahamas centro-occidentali);
- G. r. coryi Ridgway, 1886 - Eleuthera e Cat (Bahamas centrali).

## Descrizione
La golagialla delle Bahamas misura 15 cm di lunghezza e pesa tra i 15,1 e i 17,3 g. L'ala misura 6-6,7 cm nei maschi e 5,7-6,3 cm nelle femmine. I maschi adulti della forma nominale hanno una maschera facciale nera che si estende attorno al becco, una banda bianco-grigia sulla fronte che corre fino alle copritrici auricolari e una corona grigia. Il collo è grigio-oliva; i lati del collo e le piume del dorso sono verde oliva. Le ali sono color marrone slavato con i margini oliva e la regione ventrale è di colore giallo, un po' più stinto sull'addome, che talvolta può essere bianco. Sui fianchi, il piumaggio sfuma nell'oliva. Il becco è nero; le zampe sono color carne. Con una lunghezza di 1,5-1,7 cm, il becco di questa specie è il più lungo e pesante tra quello di tutti i rappresentanti del genere Geothlypis.
La femmina adulta è priva della maschera facciale nera e della banda sulla fronte. La nuca e la corona sono di colore variabile dal grigio al grigio-oliva; i lati della testa sono di un grigio-oliva sfumato, in particolare sulle redini. Sotto l'occhio è presente una sottile striscia bianca. Anche il piumaggio del dorso è oliva, così come le penne delle ali e della coda, di un color oliva più chiaro. Le piume della gola e del petto sono di un color giallo scuro che sfuma nell'oliva sui fianchi, mentre l'addome e le copritrici del sottocoda sono biancastri. Le femmine delle varie sottospecie hanno tutte aspetto simile. I maschi della sottospecie G. r. coryi presentano di solito una banda bianco-giallastra sulla fronte, che è gialla in quelli della sottospecie G. r. tanneri.

## Distribuzione e habitat
La golagialla delle Bahamas è endemica di alcune isole di questo arcipelago: Andros, New Providence, Eleuthera, Cat, Grand Bahama, Great Abaco (Abaco) e alcune più piccole isolette limitrofe. Vive da sola o in coppie nel fitto sottobosco e nelle boscaglie delle regioni aride e nelle aree ricoperte di felci.

## Biologia
La sua dieta è costituita soprattutto di insetti e altri invertebrati. Il nido a forma di coppa viene costruito ben nascosto tra la fitta vegetazione sul terreno o nel troncone di un albero. Ogni covata è composta da due uova. Non abbiamo dati più dettagliati sulla sua biologia riproduttiva.

## Conservazione
Le due sottospecie originarie di Andros e New Providence (rispettivamente G. r. exigua e G. r. rostrata) sono particolarmente rare e vengono avvistate solo di rado. Attualmente non esistono stime sul numero totale di individui di questa specie, ma l'organizzazione conservazionista BirdLife International non la considera in pericolo e la IUCN la classifica tra le «specie a rischio minimo».